# Zizhi Tongjian
El Zizhi Tongjian (xinès tradicional: 資治通鑑, xinès simplificat: 资治通鉴, pinyin: Zīzhì Tōngjiàn, Wade-Giles: ''Tzu-chih T'ung-chien'', literalment 'Espill Extens d'Ajuda al Govern') és una obra de referència pionera en la historiografia xinesa, publicada el 1084, en la forma d'una crònica. El 1065 dC, l'emperador Yingzong de Song va designar l'historiador Sima Guang (1019–1086) per liderar amb altres estudiosos com els seus principals assistents Liu Shu, Liu Ban i Fan Zuyu, per l'elaboració d'una història universal de la Xina. La tasca va trigar 19 anys a ser completada i, en el 1084, es va presentar al seu successor l'emperador Shenzong de Song. Els registres Zizhi Tongjian d'història xinesa del 403 aC al 959 dC, cobrint 16 dinasties i estenent-se al llarg de quasi 1.400 anys, contenen 294 volums (巻) i uns 3 milions de caràcters xinesos.